# Igensdorf
Igensdorf ist ein Markt im oberfränkischen Landkreis Forchheim.

## Geographie

### Geographische Lage
Das Gemeindegebiet von Igensdorf liegt in der Fränkischen Alb am Südwestrand des Naturparks Fränkische Schweiz-Veldensteiner Forst und ist geprägt durch die Talauen der Schwabach, der Lillach und des Rüsselbachs. Die höchsten Erhebungen sind der Hetzleser Berg (549 m ü. NHN), der Eberhardsberg (533,5 m ü. NHN) mit dem Naturdenkmal Teufelstisch und der Küheberg (521 m ü. NHN) mit dem westlichen Bergsporn Mitteldorfer Berg (507 m ü. NHN und dem Burgstall Hainburg). Tiefster Punkt ist der Bereich um die Kläranlage Obere Schwabach mit zirka 314 m ü. NHN.

### Nachbargemeinden
Nachbargemeinden sind von Norden beginnend im Uhrzeigersinn Gräfenberg, Weißenohe, Schnaittach, Eckental, Kleinsendelbach, Neunkirchen am Brand, Hetzles und Kunreuth.

### Gemeindegliederung
Der Markt Igensdorf hat 25 Gemeindeteile (in Klammern ist der Siedlungstyp angegeben):
- Affalterbach (Dorf)
- Bodengrub (Einöde)
- Bremenhof (Einöde)
- Dachstadt (Dorf)
- Eichenmühle (Einöde)
- Etlaswind (Dorf)
- Haselhof (Einöde)
- Igensdorf (Pfarrdorf)
- Kirchrüsselbach (Pfarrdorf)
- Letten (Dorf)
- Lettenmühle (Weiler)
- Lindenhof (Weiler)
- Lindenmühle (Einöde)
- Mitteldorf (Dorf)
- Mittelrüsselbach (Dorf)
- Neusleshof (Einöde)
- Oberlindelbach (Dorf)
- Oberrüsselbach (Dorf)
- Pettensiedel (Dorf)
- Pommer (Dorf)
- Stöckach (Pfarrdorf)
- Unterlindelbach (Dorf)
- Unterrüsselbach (Dorf)
- Weidenbühl (Weiler)
- Weidenmühle (Einöde)

Es gibt auf dem Gemeindegebiet die Gemarkungen Dachstadt, Igensdorf, Pettensiedel, Pommer, Rüsselbach und Stöckach.

### Klima
Aufgrund der günstigen klimatischen Lage liegt Igensdorf in einem der größten Kirschenanbaugebiete Deutschlands.

## Geschichte

### Bis zum 19. Jahrhundert
Am 14. April 1109 wurde Igensdorf als „Diedungsdorf“, wohl nach einem Stammesführer namens Dieto benannt, in der Bestätigungsbulle, betr. die Stiftung des Klosters Weißenohe, erlassen von Papst Paschalis II., erstmals erwähnt. Es gehörte vom Beginn des 16. bis zum Beginn des 19. Jahrhunderts zum nürnbergischen Pflegamt Hiltpoltstein. Am 30. Januar 1804 wurde Igensdorf preußisch, da es dem preußischen Stützpunkt Baiersdorf zugeschlagen wurde. Mit der Rheinbundakte 1806 kam der Ort zu Bayern. 1809 wurde Igensdorf kurzzeitig österreichisch, danach bis 1811, als es zu Gräfenberg kam und somit wieder bayerisch wurde, französisch.

### Bildung der neuen Gemeinde Igensdorf
Zum 1. Januar 1972 wurde im Zuge der Gemeindegebietsreform die Gemeinde Igensdorf aus den Gemeinden Dachstadt, Pettensiedel, Rüsselbach und Stöckach neu gebildet. Frohnhof wurde aufgrund einer Abstimmung zum 1. Juni 1972 in den Markt Eckental umgegliedert. Ursprünglich gehörte die Gemeinde Igensdorf der Verwaltungsgemeinschaft Gräfenberg an. Der hiesige Gemeinderat erkannte darin keine bürgernahe Lösung, zumal entscheidende Verwaltungsaufgaben in Gräfenberg wahrgenommen wurden und die Bürger sich zu einer Anfahrt dorthin genötigt sahen, um ihre Anliegen bearbeiten zu lassen. Mit dem Argument, dass eine Gemeinde von rund 3000 Einwohnern nicht zu klein sei, um funktionsgerecht arbeiten zu können, wurde von Seiten der Gemeindevertreter eine erneute Selbstständigkeit angestrebt und zum 1. Januar 1980 auch erreicht. Dies wurde mit einem ökumenischen Gottesdienst feierlich begangen.
Die Verleihung des Marktrechts am 23. August 1980 für die Gemeinde Igensdorf stellte den Abschluss dieser Entwicklung dar.

### Eingemeindungen
Am 1. Januar 1975 wurde die Gemeinde Pommer eingegliedert. Die Gemarkung Pommer mit den Igensdorfer Gemeindeteilen Bremenhof, Neusleshof und Pommer ist eine Exklave von Igensdorf, da zwischen ihr und dem Hauptteil der Marktgemeinde die Gemeindegebiete von Gräfenberg und Neunkirchen liegen.

## Politik

### Marktgemeinderat
Der Marktgemeinderat von Igensdorf hat 20 Mitglieder (bis 2020 noch 16) zuzüglich des Ersten Bürgermeisters. Die Gemeinderatswahlen führten zu folgenden Ergebnissen:
|      | CSU | Igensdorfer Umland | SPD | Freie Wähler (FW) | Junge Bürger (JB) | Grüne | FDP | Bürger Union Igensdorf (BUI) | Gesamt   |
| 2020 | 6   | 6                  | 2   | 2                 | 1                 | 3     | 0   | -                            | 20 Sitze |
| 2014 | 3   | 6                  | 2   | 1                 | 1                 | 2     | -   | 1                            | 16 Sitze |
| 2008 | 5   | 4                  | 3   | 2                 | 2                 | -     | -   | -                            | 16 Sitze |
| 2002 | 7   | 2                  | 4   | 3                 | -                 | -     | -   | -                            | 16 Sitze |

(Stand: Kommunalwahl am 15. März 2020)

### Bürgermeister
| Amtszeit  | Name          | Partei             |
| 1972–2008 | Erwin H. Zeiß | CSU                |
| 2008–2020 | Wolfgang Rast | Igensdorfer Umland |
| seit 2020 | Edmund Ulm    | CSU                |

Erwin H. Zeiß wurde am 11. Januar 2009 zum Ehrenbürger des Marktes Igensdorf ernannt.

### Wappen
| Wappen von Igensdorf | Blasonierung: „Unter rotem Schildhaupt, darin ein durchgehendes silbernes Balkenkreuz, gespalten; vorne in Gold ein halber schwarzer Adler am Spalt, hinten in Silber zwei rote Kirschen an einem Ast mit zwei Blättern.“ |
| Wappen von Igensdorf | Wappenbegründung: Zur Gemeinde Igensdorf gehören seit 1972 die ehemals selbstständigen Gemeinden Dachstadt, Pettensiedel, Pommer, Rüsselbach und Stöckach. Igensdorf liegt in einem der größten Kirschenanbaugebiete Deutschlands. Darauf weisen die Kirschen im Gemeindewappen. Der Adler aus dem Wappen der Reichsstadt Nürnberg erinnert an die Zugehörigkeit zum nürnbergischen Pflegamt Hiltpoltstein vom Beginn des 16. bis zum Beginn des 19. Jahrhunderts. Das Balkenkreuz ist das Georgskreuz und steht für die St.-Georgskirche in Igensdorf. Der Markt Igensdorf führt das Wappen seit 1977. |

### Gemeindepartnerschaften

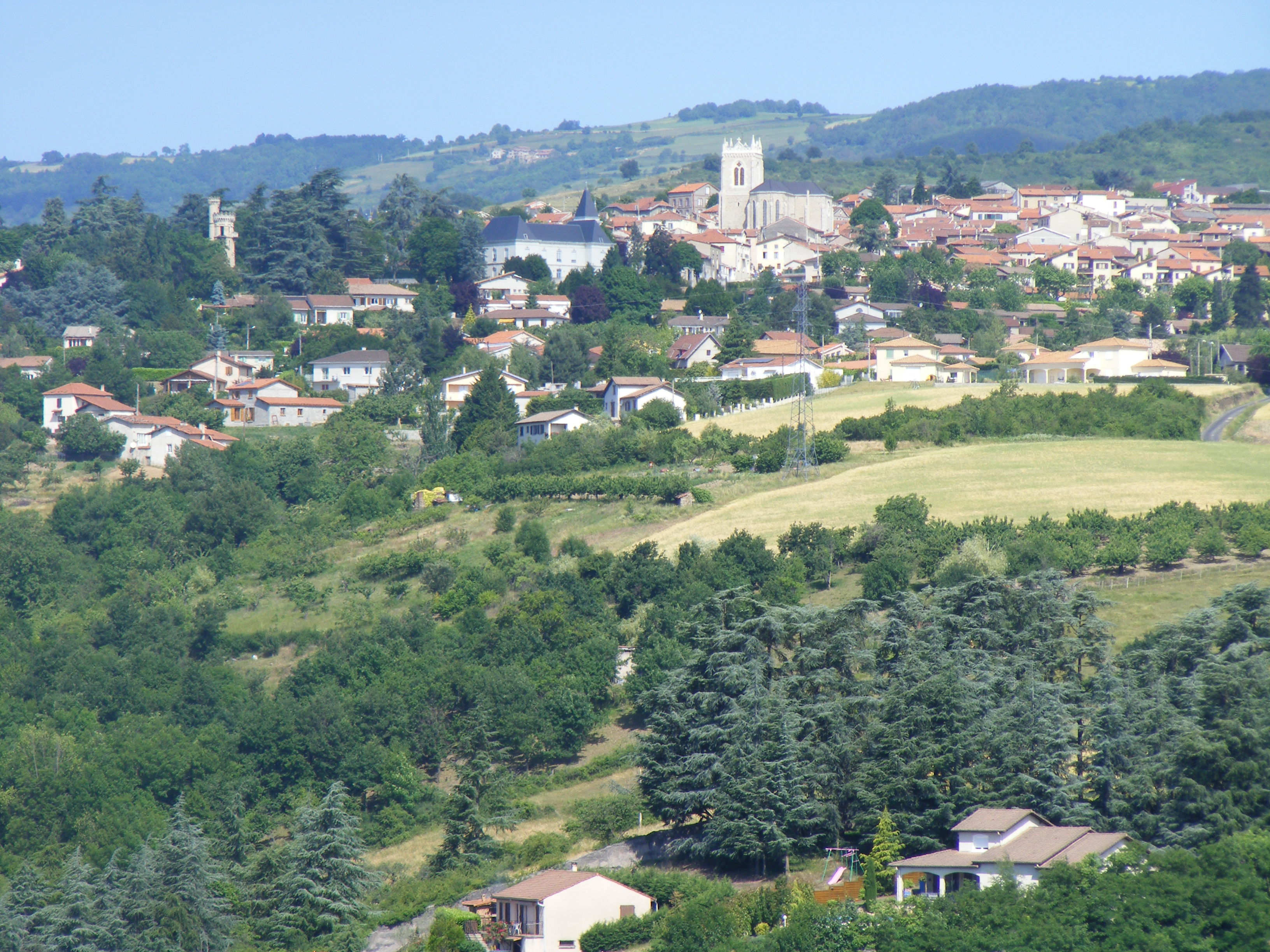
Saint-Martin-la-Plaine

Am 26. September 1992 wurde in einem Festakt die Partnerschaft zwischen der Gemeinde Saint-Martin-la-Plaine und dem Markt Igensdorf geschlossen. Seither bestehen rege Kontakte auf den Gebieten der Kultur, des Vereinslebens und des Schüler- und Jugendaustausches.
St. Martin la Plaine liegt etwa 25 Kilometer südwestlich von Lyon und hat etwa 3500 Einwohner. Seine Fläche beträgt etwa 970 Hektar. Die durchschnittliche Höhe beträgt 430 Meter über dem Meeresspiegel. Die Gegend um St. Martin la Plaine ist von landwirtschaftlicher Nutzung, Obst- und Weinbau geprägt. Die Partnergemeinde hat eine lange Tradition im Schmiedehandwerk. Heute sind die meisten Werkstätten geschlossen, man betätigt sich nur noch mit Kunstschmiedearbeiten.

## Kultur und Sehenswürdigkeiten

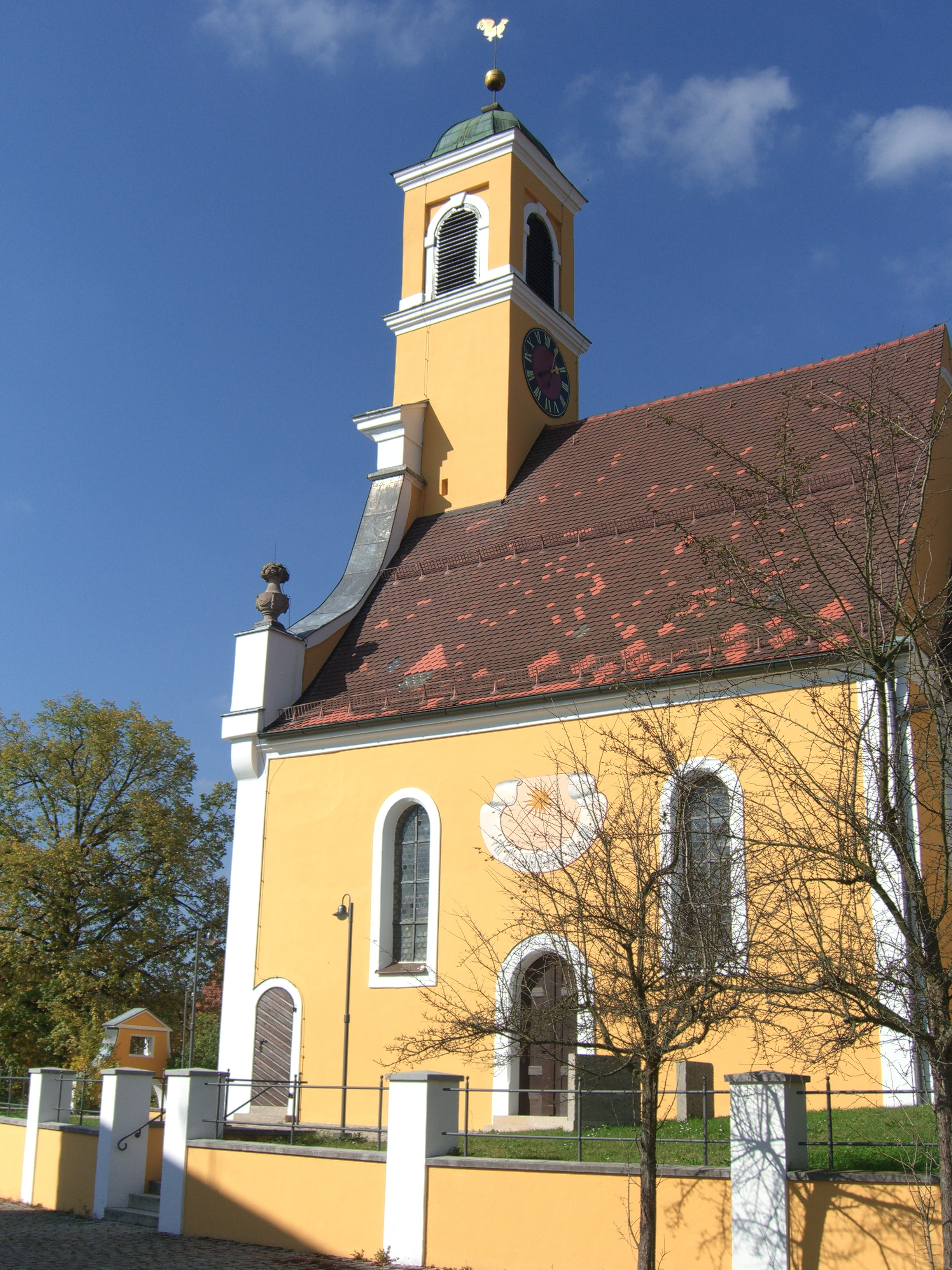
St.-Georgs-Kirche in Igensdorf, Baumeister war Johann Trost 1687

Die Gemeinde ist Träger einer Sing- und Musikschule. Alljährlich findet der Igensdorfer Kultursommer mit zahlreichen Konzertveranstaltungen mit überwiegend klassischer Musik statt.
In den Ortsteilen Oberrüsselbach und Pettensiedel haben sich einige Künstler niedergelassen. Sehenswert ist die 1687 erbaute und 2006 renovierte St.-Georgs-Kirche, vor allem ihre Ausstattung.
Neu angelegt wurde der Sonnen- und Planetenweg. In verkleinertem Maßstab werden die Entfernungen zwischen den einzelnen Planeten und der Sonne dargestellt. Die Elemente wurden vom Künstler Dieter Erhard projektiert.

## Verkehr
Die Gemeinde liegt an der Bundesstraße 2 und an der Gräfenbergbahn, auf der die Linie RB 21 (Nürnberg Nordost–Gräfenberg) verkehrt. In Igensdorf zweigt die Staatsstraße 2236 nach Forchheim ab. Bahnhöfe befinden sich in Weidenbühl (Bahnhof Rüsselbach), Igensdorf und Weißenohe.

## Medien
In Igensdorf wird seit 1994 wöchentlich mittwochs eine Ausgabe des wochenblatt kostenlos an alle Haushalte verteilt. Es berichtet aus dem Gemeindeleben, von den Vereinen, Verbänden, Kirchen und kommunalen Einrichtungen. Das Wochenblatt erscheint in einer Auflage von 17.000 Exemplaren in Eckental, Heroldsberg, Kalchreuth und Igensdorf.